# Соколов, Олег Михайлович (дипломат)
Оле́г Миха́йлович Соколо́в (20 апреля 1937 — 25 февраля 2016) — советский и российский дипломат. Чрезвычайный и полномочный посол.

## Биография
Окончил Московский государственный институт международных отношений (МГИМО) МИД СССР (1960). После окончания института поступил на работу в Министерство иностранных дел СССР в отдел США, в котором прошёл все ступени до заместителя заведующего отделом. Занимал различные должности в центральном аппарате МИД и в Посольстве СССР в США.
- С 12 ноября 1987 по 30 октября 1990 года — чрезвычайный и полномочный посол СССР в Республике Филиппины[1][2].
- С 30 октября 1990 по 17 февраля 1992 года — чрезвычайный и полномочный посол СССР, затем (с 1991) Российской Федерации в Республике Корея[3][4].
- В 1992–1995 годах — директор Департамента по разоружению и контролю за военными технологиями МИД России.
- С 24 марта 1995 по 18 марта 1999 года — постоянный представитель Российской Федерации при международных организациях в Вене (Австрия)[5][6].

С 1999 года — на пенсии.

## Семья
Был женат, воспитал троих детей.

## Награды
Был награждён орденом «Знак Почёта», медалью «За трудовую доблесть».